# ابوعبدالله صفوانی
نام کامل وی محمد بن احمد بن عبدالله بن قضاعه بن صفوان بن مهران، ملقب به صفوانی  و جمّال است. به دلیل انتساب او به خاندان اسدی برخی از تاریخ نویسان اسلامی از او به عنوان اسدی یاد کرده‌اند. تاریخ تولد و رحلت او نامشخص است اما از آنجا که از شاگردان و معاصران شیخ کلینی و علی بن ابراهیم قمی بود می‌توان حدس زد که در اواخر سده سوم هجری متولد شده و اواسط سده چهارم دنیا را ترک کرده‌است.

## زندگی
نسب ابوعبدالله با سه واسطه به صفوان بن مهران، صحابی جعفر صادق و موسی کاظم می‌رسد. در مورد او گفته می‌شود که سواد خواندن و نوشتن نداشته‌است و تمامی کتاب و آثار خود را از حفظ و در سینه داشته و به شاگردان خود دیکته می‌کرده‌است.
اساتید او عبارتند از: شیخ کلینی، علی بن ابراهیم قمی (نویسنده تفسیر قمی)، قاسم بن العلا، حسین بن روح، ابوهاشم عمر بن عبدالله مقری، مروان محمد سجادی، محمد بن جعفر بن بطه قمی.
او شاگردان زیادی تربیت کرد از جمله: ابوالعباس احمد علی بن نوح سیرافی، شیخ مفید، هارون تلعکبری، حسین بن محمد بن سعید خزاغی، احمد بن محمد بن عیاش جوهری، حسن بن القاسم محمدی علوی، ابوغالب زراری.
یکی از وقایع جالب توجه زندگی او مباهلهاش با قاضی موصل در مورد امامت بوده‌است. این دو نزد پادشاه موصل که آن زمان امیر ناصرالدین ابن حمدان بوده‌است با یکدیگر مباحثه می‌کنند و چون پس از بحث فراوان نتوانستند یکدیگر را متقاعد کنند تصمیم به مباهله گرفتند. گفته می‌شود آن قاضی یک روز بعد از مباهله دچار بیماری شدیدی می‌شود و می‌میرد.